# Зуб Роман Іванович (футболіст)
Рома́н Іва́нович Зуб (нар. 16 лютого 1967, Львів, Львівська область, УРСР) — радянський та український футболіст і футзаліст. Півзахисник, відомий виступами за «Карпати» (Львів) і допінговим скандалом, коли грав за «Легію» (Варшава).
Вихованець львівського футболу.

## Життєпис
Народився у Львові на вул. Липова алея, недалеко від стадіону «Дружба». Вже у юному віці його залучали до різних юнацьких збірних СРСР.
У середині 1980-х років грав у складі київського «Динамо», виступав за його «дубль», але пробитися до головної команди найсильнішого клубу СРСР не зміг. 1987-1988 роки провів у складі першолігової «Зорі» (Ворошиловград), а 1989 року повернувся до рідного Львова — у СКА «Карпати». СКА провалив сезон і, опинившись на останньому місці першої ліги, вилетів до другої. Команду було розформовано, а на її базі створено СФК «Дрогобич», куди й перебрався Зуб.
Протягом 1990-1993 років виступав за «Волинь» (Луцьк).
На початку 1993 року підписав 3-річний контракт із польською «Легією» (Варшава). Провівши у чемпіонаті всього 10 матчів футболіст отримав річну дискваліфікацію за вживання допінгу — його аналізи показали підвищений вміст тестостерону. Клуб опротестовував цю кару, а повторний аналіз у Москві не виявив слідів препаратів, проте це не дало результатів. Протягом терміну дискваліфіації спортсмен грав за міні-футбольні команди.
У першій половині сезону 2002/03 виступав за першоліговий «Сокіл» Золочів (8 ігор, 1 гол), у деяких іграх був капітаном команди.
Після завершення кар'єри займався бізнесом – продажем автозапчастин.